# Семифредо
Семифрèдо (на италиански: Semifreddo, букв. „полустуден“) е традиционен италиански десерт с лъжица, сервиран много студен между -16° и -8°C, традиционно приготвян чрез смесване на италианска целувка, бита сметана и овкусяване по избор.
Може да се счита за вид сладолед в процес на приготвяне. Това е много ефирен десерт, състоящ се от разбита текстура и захар. Перфектният баланс между всички съставки позволява да се получи десерт, който замръзва само при определена температура. При семифредо обикновено се използват яйца, за да се придаде ефирност на сместа. Могат да се използват под формата на италиански целувка, pâte à bombe или крем. Сред агентите, които позволяват на тортата да не замръзне напълно, обозначени най-общо като захар, са декстроза, сиропи, ликьори и гранулирана захар. Последно се добавя бита сметана.  
Парфето се различава от него по това, че липсва италианската целувка, която е заменена с pâte à bombe.
Замразената бисквита (биското гиачато) на свой ред съдържа италианска целувка, полуразбита сметана и плодово пюре.
Мусът е изпълнен с въздух продукт, който се основават на сметана и яйца и обикновено не се пастьоризира. След това към неутралната основа се добавят плодове или шоколад, за да се създаде сладък мус. За разлика от семифредото и от парфето мусът може да съдържа мляко.